# Tityus silvestris
Espèce
Synonymes
- Tityus duckei Borelli, 1910
- Tityus paraguayensis bispinosus Pessôa, 1935
- Tityus marmoratus Werner, 1939

Tityus silvestris est une espèce de scorpions de la famille des Buthidae.

## Distribution
Cette espèce se rencontre au Brésil au Pará, en Amapá et en Amazonas, au Suriname, en Guyane et au Pérou.

## Description
Le mâle holotype mesure 30,5 mm et la femelle paratype 34 mm.

## Publication originale
- Pocock, 1897 : « Report upon the Scorpiones and Pedipalpi obtained on the lower Amazons by Messrs. E.E. Austen and F. Pickard Cambridge during the trip of Mr. Siemens's Steamship Faraday. » Annals and Magazine of Natural History, sér. 6, vol. 19, p. 357-368 (texte intégral).